# Alberta von Puttkamer
 (mai 2019).
Alberta von Puttkamer (née Anna Lucie Karoline Alberta Weise le 5 mai 1849 à Glogau, en province de Silésie, et morte le 19 avril 1923 à Baden-Baden) est une écrivaine allemande.

## Biographie
Anna Lucie Karoline Alberta Weise naît dans une famille de la haute bourgeoisie en Haute-Silésie (ancienne province de la Prusse, actuellement voïvodie de Basse-Silésie en Pologne). Elle fait ses études à Berlin à l'Elisabethschule.
Elle épouse le juriste Maximilian von Puttkamer. Il est membre du Reichstag en 1871 puis missionné en 1877 en Alsace-Moselle, alors annexée au Reich à la suite de la défaite française de 1870. De 1887 à 1901 son mari devient secrétaire d'État du Reichsland d'Alsace-Moselle. Le couple vit à Strasbourg durant cette période. Ils ont deux fils et une fille.
Son mari décède en 1906 à Baden-Baden où elle déménage en 1907.

## Séjour strasbourgeois et productions artistiques
Lors de sons séjour alsacien, elle entre en relation avec Charles Spindler et le Cercle de Saint-Léonard. Les réunions du cercle rassemblent artistes et amateurs d'art, Français et Allemand. Ce cercle promeut et valorise la culture alsacienne. En effet, Strasbourg est une ville carrefour de l'Europe, alors la vitrine du Reich. La ville incarne la modernité dans tous les domaines : universitaire, artistique, industriel, économique... Dans les cercles et salons on parle politique et art.
Alberta von Puttkamer écrit des drames, des poèmes, des essais et des articles de journaux. Elle compose également des chants. Ses œuvres sont rédigées en allemand. L'artiste produit des œuvres portant sur l'histoire de la Prusse mais aussi sur son pays d'adoption qu'est l'Alsace. Elle publie d'ailleurs un recueil de ballades alsaciennes, illustré par Charles Spindler, Aus Vergangenheiten: ein elsässiches Balladenbuch. « De tous les recueils inspirés des légendes d'Alsace, celui-ci est de la plus haute inspiration poétique » déclare-t-il. Une seconde publication suit, Leb'wohl, mein Elsass.
Alberta von Puttkamer anime également son propre salon. Elle y encourage le théâtre alsacien, on y chante et on y discute littérature et culture.
Elle est par ailleurs membre de la association des écrivaines et artistes viennois (de). Elle en est la présidente d'honneur à Głogów.

## Œuvres
- Kaiser Otto den Dritte (pièce de théâtre), 1883.
- Akkorde und Gesänge (anthologie poétique), 1889.
- Offenbarungen, 1894.
- Aus Vergangenheiten: ein elsässiches Balladenbuch, 1899 (illustré par Charles Spindler).
- Jenzeit des Lärms, 1904.
- Die Ära Manteuffel, 1904.
- Gabriele d'Annunzio, 1905.
- Leb'wohl, mein Elsass (illustré par Charles Spindler).
- Aus meiner Gedankenwelt, 1913.
- Merlin, 1919.
- Mehr Wahrheit als Dichtung (biographie), 1919.